# Grand Prix moto d'Ulster 1969
Le Grand Prix moto d'Ulster 1969 est la dixième manche du championnat du monde de vitesse moto 1969. La compétition s'est déroulée le 16 août 1969 sur le circuit de Dundrod dans le comté d'Antrim (Irlande). C'est la 41e édition du Grand Prix moto d'Ulster et la 21e édition comptant pour le championnat du monde.

## Résultats des 500 cm³
| Pos  | Pilote              | Moto              | Temps/Écart       | Points |
| ---- | ------------------- | ----------------- | ----------------- | ------ |
| 1    | Giacomo Agostini    | MV Agusta         | 1 h 04 min 11 s 2 | 15     |
| 2    | Brian Steenson      | Seeley            | +3 min 21 s 1     | 12     |
| 3    | Malcolm Uphill      | Norton            | +1 tour           | 10     |
| 4    | Robin Fitton        | Norton            | +1 tour           | 8      |
| 5    | Barry Scully        | Norton            | +1 tour           | 6      |
| 6    | Ron Chandler        | Seeley            | +1 tour           | 5      |
| 7    | John Trevor Findlay | Norton            | +1 tour           | 4      |
| 8    | John Williams       | Metisse-Matchless | +1 tour           | 3      |
| 9    | Bohumil Staša       | ČZ                | +1 tour           | 2      |
| 10   | Alan Lawton         | Norton            | +1 tour           | 1      |
| 11   | Steve Jolly         | Seeley            | + ?               |        |
| 12   | Jimmy Johnston      | Seeley            | + ?               |        |
| 13   | Charlie Dobson      | Matchless         | + ?               |        |
| 14   | Campbell Gorman     | Matchless         | + ?               |        |
| 15   | Ken Kay             | Aermacchi         | + ?               |        |
| 16   | Chris Neve          | Matchless         | + ?               |        |
| 17   | Harry Turner        | Norton            | + ?               |        |
| Abd. | Tommy Robb          | Norton            | Abandon           |        |
| Abd. | John Blanchard      | Seeley            | Abandon           |        |
| Abd. | Percy Tait          | Triumph           | Abandon           |        |
| Abd. | Alan Barnett        | Metisse-Matchless | Abandon           |        |

## Résultats des 350 cm³
| Pos | Pilote             | Moto      | Temps             | Points |
| --- | ------------------ | --------- | ----------------- | ------ |
| 1   | Giacomo Agostini   | MV Agusta | 1 h 07 min 15 s 4 | 15     |
| 2   | Heinz Rosner       | MZ        | +2 min 21 s 8     | 12     |
| 3   | Cecil Crawford     | Aermacchi | +2 min 50 s       | 10     |
| 4   | Tony Rutter        | Yamaha    | + ?               | 8      |
| 5   | František Št'astný | Jawa      | + ?               | 6      |
| 6   | Tommy Robb         | Aermacchi | + ?               | 5      |
| 7   | Billie McCosh      | Aermacchi | + ?               | 4      |
| 8   | Bill Smith         | Honda     | + ?               | 3      |
| 9   | Robin Fitton       | Norton    | +1 tour           | 2      |
| 10  | Dave Degens        | Aermacchi | + ?               | 1      |
| 11  | ...                | ...       | + ?               |        |

## Résultats des 250 cm³
| Pos | Pilote             | Moto    | Temps             | Points |
| --- | ------------------ | ------- | ----------------- | ------ |
| 1   | Kel Carruthers     | Benelli | 1 h 11 min 08 s 2 | 15     |
| 2   | Kent Andersson     | Yamaha  | +2 min 04 s 2     | 12     |
| 3   | Ray McCullogh      | Yamaha  | +2 min 11 s 6     | 10     |
| 4   | Billie Guthrie     | Yamaha  | + ?               | 8      |
| 5   | Chas Mortimer      | Yamaha  | + ?               | 6      |
| 6   | Ian Richards       | Yamaha  | + ?               | 5      |
| 7   | Mick Chatterton    | Yamaha  | +1 tour           | 4      |
| 8   | Dick Pipes         | Yamaha  | + ?               | 3      |
| 9   | Tony Rutter        | Yamaha  | + ?               | 2      |
| 10  | František Št'astný | Jawa    | + ?               | 1      |
| 11  | ...                | ...     | + ?               |        |

## Résultats des 50 cm³
| Pos | Pilote           | Moto          | Temps         | Points |
| --- | ---------------- | ------------- | ------------- | ------ |
| 1   | Angel Nieto      | Derbi         | 33 min 12 s 8 | 15     |
| 2   | Jan de Vries     | Kreidler      | +1 min 02 s 6 | 12     |
| 3   | Frank Whiteway   | Crooks-Suzuki | +5 min 04 s 0 | 10     |
| 4   | Stuart Aspin     | Meurs-Garelli | +5 min 10 s 2 | 8      |
| 5   | Luke Lawlor      | Derbi         | +1 tour       | 6      |
| 6   | Fran Redfern     | Honda         | + ?           | 5      |
| 7   | Arthur Lawn      | Honda         | + ?           | 4      |
| 8   | Chris Walpole    | Garelli       | + ?           | 3      |
| 9   | John Lawley      | Honda         | + ?           | 2      |
| 10  | Barrie Dickinson | Garelli       | + ?           | 1      |
| 11  | ...              | ...           | + ?           |        |

## Résultats des side-cars
| Pos | Pilote                | Passager         | Moto    | Temps         | Points |
| --- | --------------------- | ---------------- | ------- | ------------- | ------ |
| 1   | Klaus Enders          | Ralf Engelhardt  | BMW     | 49 min 54 s 8 | 15     |
| 2   | Siegfried Schazu      | Horst Schneider  | BMW     | +54 s 8       | 12     |
| 3   | Franz Linnarz         | Rudolf Kühnemund | BMW     | +1 min 13 s 8 | 10     |
| 4   | Heinz Luthringshauser | Peter Rutterford | BMW     | + ?           | 8      |
| 5   | Bill Copson           | Lawrence Fisher  | BMW     | + ?           | 6      |
| 6   | Jack Philpott         | Bill Turrington  | Norton  | +1 tour       | 5      |
| 7   | Dick Hawes            | John Mann        | Seeley  | + ?           | 4      |
| 8   | Mick Potter           | Geoff Hughes     | Triumph | + ?           | 3      |
| 9   | Jeff Gawley           | Frank Knights    | BSA     | + ?           | 2      |
| 10  | Peter Kielty          | V. Sherriffs     | Triumph | + ?           | 1      |
| 11  | ...                   | ...              | ...     | + ?           |        |